# Bēl
Pour les articles homonymes, voir Bel (homonymie) et Bélus.

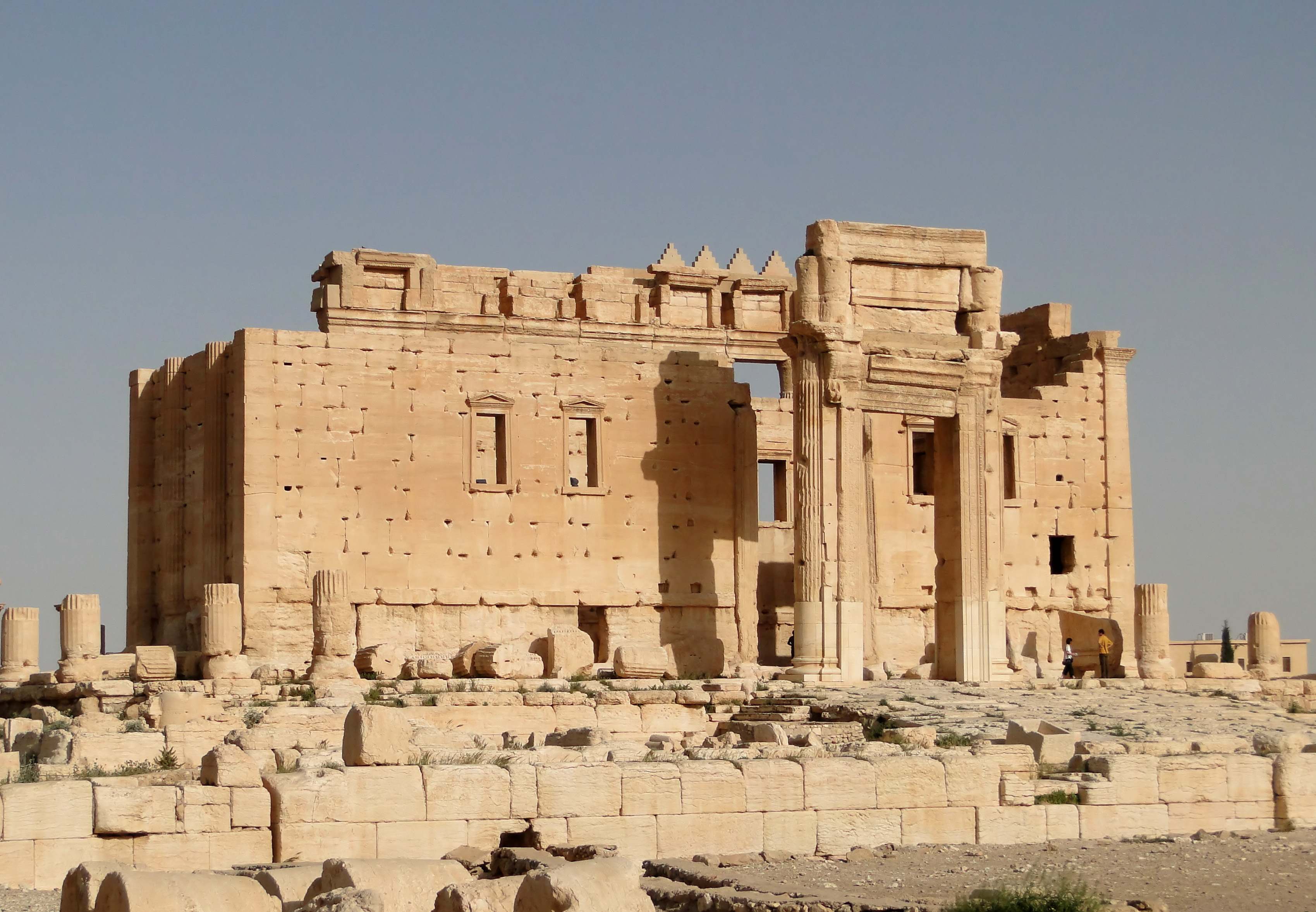
Temple de Bēl à Palmyre en Syrie

Bēl (transcrit en grec : Βελος / Belos, en latin : Belus) est un mot akkadien signifiant « maître » ou « seigneur ». C'est plus un titre qu'un nom authentique, repris pour citer de nombreuses divinités babyloniennes et assyriennes.
Le féminin de bēl est bēlet, signifiant « dame, maîtresse, reine ». Linguistiquement, Bēl est une forme orientale de  Baal, qui reprend l'essentiel de son sens, ce qui en fait un nom théophore.
Bēl est progressivement devenu le titre personnel du dieu babylonien Marduk. De même, Bēlet renvoie à la femme de Marduk, Zarpanitu. Certains personnages féminins, tel que la mère de Marduk, appelée Ninhursag, Ningal ou Ninmah, étaient couramment appelés Bēlet-ili (« dame des dieux ») en akkadien.
Les Grecs reprirent un temps cette particule, appelant alors leur dieu principal « Zeus Belos » (Ζευς Βελος).